# Георг Базелиц
Георг Базелиц, рођен као Ханс-Георг Керн (Дојчбазелиц, 23. јануар 1938) немачки је сликар.

## Живот
Детињство је провео у бившој Источној Немачкој (ДДР). У источном Берлину почео је на вишој школи да студира примењене уметности од. сликарство. Године 1956. избачен је са студија због друштвене и/или политичке незрелости. Године 1957. уписао је вишу уметничку школу — у западном Берлину, код професора Хана Трира, с тим да се током следеће године преселио у западну Немачку.

## Супростављање теоријама Кандинског и Маљевича
Супротстављао се теорији Василија Кандинског и Казимира Маљевича. Наредних година је путовао у Амстердам и Париз, где се позабавио уметношћу мождано (психијатријски) оболелих. Године 1961. узео је надимак Базелиц (који му је данас презиме, а као Базелиц урадио је прву изложбу — са колегом-сликаром Еугеном Шенебеком).
Георг Базелиц је по стилу неоекспресионистички сликар, графичар и вајар.
Његов знак распознавања су слике, које су окренуте наопако (прецизније: ’наглавачке’).

## Излагања
Излагао је у Њујорку у музеју Гугенхајм, на XIII бијеналу у Сао Паулу 1975. и Венецији у Немачком павиљону; следе многобројна одликовања, као што је Нидерзаксонска државна медаља, а многобројне професорске титуле следиле су тај ток. Георг Базелиц живи и ради у Дернебургу код Хилдесхајма и Империји на Италијанској ривијери.
Важније изложбе (поређане хронолошки) јесу:
- 1963 — индивидуална изложба у галерији Michel Werner & Katz у Берлину;
- 1972 — изложбе у Музеју уметности у Базелу, те documenta 5 у Каселу;
- 1975 — XIII Bienal у Сао Паулу;
- 1976 — Kunsthalle у Колонији;
- 1980 — Bienal у Венецији;
- 1981 — Нови дух у сликарству (A new Spirit in Painting), Краљевска академија уметности (Royal Academy of Arts) — Лондон; ['Westkunst, Messehallen'], Колонија;
- 1982 — documenta 7 у Каселу, Zeitgest, Martin-Gropius-Bau у Берлину;
- 1984 — Stedelijk Museum у Амстердаму | ['von hier aus, Messegelände'], Диселдорф;
- 1985 — Nouvelle Biennale у Паризу | Kunst in der Bundesrepublik Deutschland, 1945-1985 у Националној галерији у Берлину;
- 1987 — Kestner Gessellschaft у Хановеру у Музеју Лудвиг у Колонији.